# Bahnhof Alsfeld (Oberhess)
Der Bahnhof Alsfeld (Oberhess) ist ein Durchgangsbahnhof an den Streckenkilometern 60,3 der Bahnstrecke Gießen–Fulda und 0,0 der 1988 stillgelegten Bahnstrecke Niederaula–Alsfeld. Das 1914/15 errichtete Bahnhofsgebäude an der Bahnhofstraße 14 ist ein geschütztes Baudenkmal.

## Geschichte
Im Jahr 1868 beschloss die Zweite Kammer des Großherzogtums Hessen den Bau der „Oberhessischen Eisenbahn“ (der heutigen Vogelsbergbahn) von Gießen über Alsfeld nach Fulda. Die offizielle Eröffnung des Bahnhofs fand mit Eröffnung der Teilstrecke Grünberg–Alsfeld am 29. Juli 1870 statt. Bis zum 30. Oktober desselben Jahres war der Bahnhof Endpunkt der Züge aus Gießen, als das nächste Teilstück nach Lauterbach eröffnet wurde. Am 31. Juli 1871 war die Vogelsbergbahn fertiggestellt, so dass die Oberzentren Gießen und Fulda nun umstiegsfrei per Bahn erreichbar waren.
Als die Bahnstrecke Niederaula–Alsfeld (Gründchenbahn) hinzukam, wurden die Bahnanlagen umgebaut und beträchtlich erweitert. Größte Maßnahme des Umbaus war das 1914/15 errichtete neue Empfangsgebäude.
Der Personenverkehr in Richtung Niederaula wurde 1974 eingestellt, bis 1988 gab es noch Güterverkehr auf dieser Strecke zwischen Alsfeld und Eifa. In den 2000er Jahren wurden die meisten nicht mehr benötigten Güterverkehrsanlagen am Bahnhof abgebaut und im Jahre 2006 das Bahnhofsgebäude saniert.
Im September 2009 kündigte DB-Vorstandsvorsitzender Rüdiger Grube an, dass die Deutsche Bahn bis 2011 mit einer Gesamtsumme von 24,6 Millionen Euro aus dem Konjunkturprogramm II die Vogelsbergbahn ausbauen werde. Die Modernisierungsarbeiten dauerten von Mitte Juni 2010 bis Sommer 2011.
Seit dem Fahrplanwechsel 2011/2012 am 11. Dezember 2011 wird der Personenverkehr durch die Hessische Landesbahn GmbH (HLB) mit Dieseltriebwagen des Typs LINT 41 abgewickelt.
Seit dem Fahrplanwechsel 2016/2017 am 11. Dezember 2016 verkehren die Züge der Vogelsbergbahn und der anschließenden Lahntalbahn statt wie bisher als RB 25 (Lahntalbahn) bzw. RB 35 (Vogelsbergbahn) durchgehend als RB 45.

## Bahnanlagen
Der Bahnhof lässt sich in einen Personen- und einen Güterbahnhof unterteilen. Trotz großer Rückbaumaßnahmen in den 2000er Jahren besitzt er recht umfangreiche Gleisanlagen.

### Empfangsgebäude

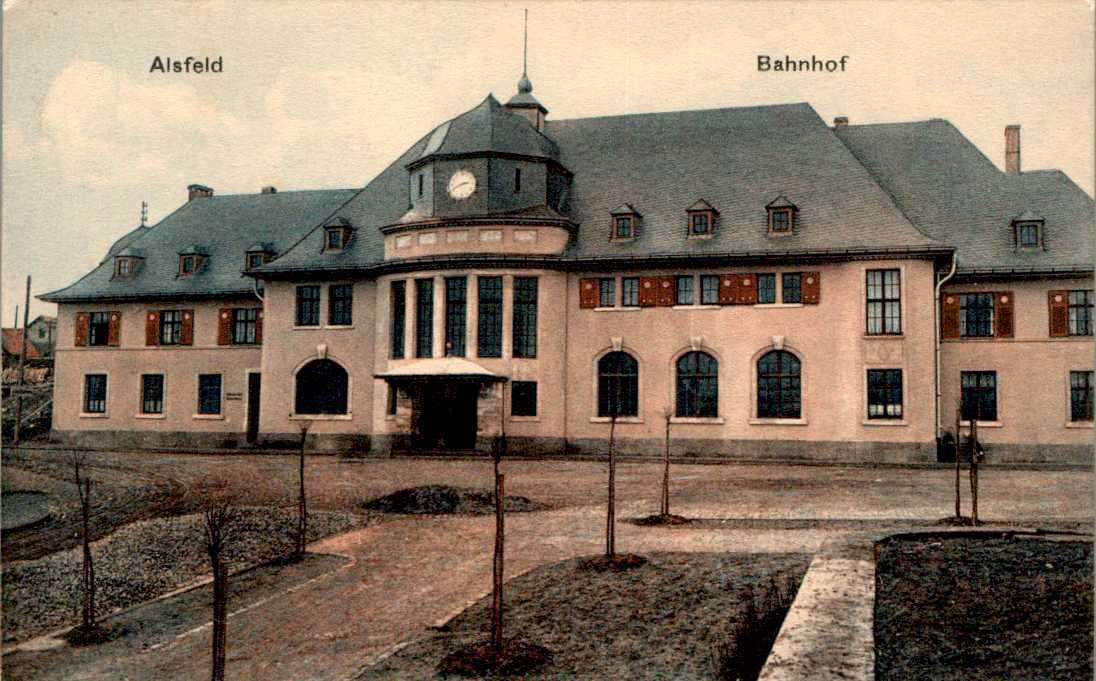
Das Empfangsgebäude kurz nach Fertigstellung

Ein erstes Empfangsgebäude wurde 1869/70 durch die Oberhessische Eisenbahn-Gesellschaft zusammen mit der Bahnstrecke errichtet. Es war ein einfacher, für damalige Verhältnisse aber schon recht großer Bau. Der Umbau der Bahnanlage und der größere Bedarf durch die neue Strecke nach Niederaula machten ein neues Gebäude an anderer Stelle notwendig. Von 1914 bis 1915 entstand das neue Empfangsgebäude im Stil der Reformarchitektur. Der aus der Mittelachse verschobene stadtseitige Eingang wird durch eine konvex hervortretende Fassade betont, die im Dachgeschoss durch eine geschweifte Kuppel mit Bahnhofsuhr repräsentativ herausgestellt wird. Zum Bahnhofsvorplatz hin wurde eine kleine Allee angelegt.
Ursprünglich war das Gebäude altrosa gestrichen und hatte braune Fenster und weinrote Klappläden, heute ist es hell gestrichen. Die Flächen für Gastronomie und Zeitschriftenhandel stehen leer. Genutzt wird eine Fläche als „VGO ServiceZentrum“.

### Stellwerk
Das Alsfelder Stellwerk des Typs E 43/50 wurde im Jahr 1968 errichtet. Es ist bis von einem Fahrdienstleiter besetzt und trägt das Kürzel „Af“.

### Gleise und Bahnsteige
Der Bahnhof Alsfeld hat drei Bahnsteiggleise. Gleis 1 liegt am 183 Meter langen Hausbahnsteig, die Gleise 2 und 3 an einem 191 Meter langen Mittelbahnsteig. Die Höhe beider Bahnsteige beträgt 76 cm, sodass ein leichter Zugeinstieg möglich ist. Der Mittelbahnsteig ist durch eine Unterführung erreichbar, die jedoch nicht barrierefrei ist. Neben den Bahnsteiggleisen liegt noch ein selten genutztes Abstellgleis.
Südlich des Personenbahnhofs existieren zahlreiche Güter-, Verlade- und Abstellgleise, die teils noch genutzt werden. Seit den Rückbaumaßnahmen der letzten Jahre sind es jedoch ausschließlich nur von Norden her erreichbare Stumpfgleise. Einzig die drei Bahnsteiggleise können seitdem noch aus beiden Fahrtrichtungen befahren werden.

## Verkehr
| Linie | Verlauf | Takt                                                        |
| ----- | --- | ----------------------------------------------------------- |
| RB 45 | Lahntalbahn/Vogelsbergbahn: Limburg (Lahn) – Eschhofen – Kerkerbach – Runkel – Villmar – Arfurt (Lahn) – Aumenau – Fürfurt – Gräveneck – Weilburg – Löhnberg – Stockhausen (Lahn) – Leun/Braunfels – Solms – Albshausen – Wetzlar – Dutenhofen (Kr Wetzlar) – Gießen – Gießen Licher Straße – Großen Buseck – Reiskirchen (Kr Gießen) – (Saasen – Göbelnrod –) (zweistdl) Grünberg – (Lehnheim –) (zweistdl) Mücke (Hess) – (Nieder-Ohmen –) (zweistdl) Burg- und Nieder-Gemünden – Ehringshausen (Oberhess) – Zell-Romrod – Alsfeld (Oberhess) – Lauterbach (Hess) Nord – Angersbach – Bad Salzschlirf – Großenlüder – Oberbimbach – Fulda Stand: Fahrplanwechsel Dezember 2021 | 60 min 20/60 min (Gießen–Mücke u. Alsfeld–Fulda wochentags) |